# Містки (Львівський район)
Мі́стки — село в Україні, у Пустомитівській міській громаді Львівського району Львівської області. Відстань до Пустомит становить 3,2 км, що проходить автошляхом місцевого значення. Відстань до найближчої залізничної станції Містки становить 1,2 км.
Колишній центр місцевого самоврядування — Містківська сільська рада до складу якої входили Містки разом з селами Диб'янки, Малинівка, Полянка. Населення становить 655 осіб.

## Населення
За даними 1880 року загальна чисельність населення селищної громади — ґміни Містки складала 748 осіб, з них у Малинівці було 14 будинків, де мешкало 130 осіб, а в Містках — 61 будинок та 618 осіб відповідно. Склад населення села за релігійним віросповіданням, при загальній кількості 748 осіб, розподілився наступним чином: римо-католики — 203 особи, греко-католики — 541.
За даними всеукраїнського перепису населення 2001 року в селі мешкало лише 655 осіб, а мовний склад села був наступним:
| українська | 644 | 98,47 |
| російська  | 4   | 0,61  |
| інші       | 7   | 0,92  |

## Географія
Містки на півночі межують з селом Полянка, на півдні — з Малинівкою, на заході — з Великим Любінем та Малим Любінем і на сході з колишнім селом Лісневичі, нині передмістям Пустомит.

### Водойми
Води невеличкого потічка протікають через східну частину села та впадають до найбільшої притоки Щирки — річки Бартатівка.

## Топоніми
За твердженням старожилів, оскільки село розташоване в низовинній місцевості, то навесні, після танення снігів, тут текли струмки та утворювалися заболочені ділянки. Для зручнішого переходу, жителі прокладали через рівчаки містки. Звідси й утворилася назва села — Містки. З часом наголос перейшов на перший склад.
Урбаноніми
У Містках нараховується 12 вулиць:
- Бічна Шевченка
- Джерельна
- Зелена
- Лесі Українки
- Лугова
- Нова
- Сільська
- Спортивна
- Хмельницького
- Центральна
- Франка
- Шевченка

## Історія
Перша письмова згадка про село, тоді ще під назвою Підмостки, датується XV століттям, а під нинішньою назвою Містки вперше згадується у документах, датованих 1515 роком.
Тут у своїх рідних Зіткевичів, власників Місток від 1815 року, проводив літні канікули Вінцент Поль, у майбутньому, відомий польський поет.
Наприкінці XIX століття в селі видобувався спеціальний сорт глини, з якої випалювали цеглу безпосередньо в Містках і саме з неї були збудовані стара школа, плебанія та церква.
У південно-західній околиці села залягали поклади каменю, з якого виробляли гіпс у с. Глинна (нині — частина Пустомит). З гіпсу місцеві майстри виготовляли рамки для ікон, фіґурки, замазували бочки для квашення капусти, а також використовували його у будівництві.
Близько 1895—1905 років силами громади села збудовано хату-читальню, яка стала осередком культури для місцевих мешканців. У ній знайомилися з друкованим словом газет «Просвіта» і «Свобода», проводилися концерти, вечорниці.

## Освіта
У селі діє Містківська загальноосвітня школа I—III ступенів (директор — Іван Йосипович Москалюк), а для найменших мешканців села працює дошкільний навчальний заклад на 40 місць.

### Дошкільна освіта
Силами сільської ради та завдяки бюджетним коштам, виділеними управлінням освіти Львівської обласної ради, у вересні 2015 року в селі розпочато реконструкцію незавершеного будівництва спортзалу під дошкільну установу. І вже менше як за рік, 30 липня 2016 року, відбулося відкриття закладу дошкільної освіти на 40 місць.

### Шкільництво: історія та сучасність
Містківська загальноосвітня школа I—III ступенів була збудована у 2000 році.
Нині у школі працює 23 вчителі; з них 8 вчителів мають вищу кваліфікаційну категорію, 5 — першу кваліфікаційну категорію, 3 — другу кваліфікаційну категорію, 6 — кваліфікаційну категорію «Спеціаліст» 1 — 9-ий тарифний розряд, а двом вчителям присвоєно педагогічне звання «Старший учитель».
Кожного року в перших числах червня у школі відбувається пришкільний мовний табір під керівництвом педагога-організатора Марії Василівни Журавльової.

## Пам'ятки
На початку XIX століття в селі діяла парафіяльна церква Святого Миколая. Парафія церкви належала до Щирецького деканату Львівської архідієцезії УГКЦ.
Нині в селі діє церква Покрови Пресвятої Богородиці, яка належить до Пустомитівського Протопресвітерату Львівської архиєпархії Української греко-католицької церкви. Адміністратором парафії Покрову Пресвятої Богородиці є о. Іван Патроник.

## Інфраструктура
У селі діють: сільська рада, Народний дім, бібліотека, фельдшерсько-акушерський пункт, стадіон.
У 1996—1997 роках на території села запрацював деревообробний комплекс ПрАТ «Компанія „Світанок“».

## Відомі люди
- о. Василь Глуховецький (24 грудня 1884, Містки — 21 вересня 1968, Буцнів) — церковний і культурно-громадський діяч, священик УГКЦ, адміністратор парафій сіл Борщовичі і Пикуловичі (1916—1918), Мишковичі (1918—1919), Острів (1919—1944). Одружений (9 січня 1916 року) з Іриною Кордубою, донькою довголітнього пароха Містків Петра Кордуби. Сини Глуховецьких Емануїл (нар. 1917) та Ярослав (нар. 1918) емігрували до Канади[17].
- о. Петро Омелян Кордуба — церковний і культурно-громадський діяч, священик УГКЦ, довголітній парох села Містки (1908—1941 роки).
- Зиновій Матла — крайовий провідник ОУН ПівдСУЗ (Південно-східних українських земель) у Дніпропетровську (1941—1942).  •Бандуровська Марія (12 вересня 2003 року)-вправна і талановита фотографиня , активна активістка